# Manfred Gerwing
Manfred Gerwing (* 27. April 1954 in Havixbeck bei Münster i. Westf.) ist ein katholischer Theologe. Er lehrte als Professor für Dogmatik und Dogmengeschichte an der Katholischen Universität Eichstätt-Ingolstadt.

## Leben und Wirken
Manfred Gerwing studierte in Münster und an der Ruhr-Universität Bochum Katholische Theologie, Philosophie, Geschichte und Soziologie und legte 1979 das erste Staatsexamen für das Lehramt an Gymnasien (Sekundarstufe I/II) ab. 1985 wurde er mit einer interdisziplinären Dissertation zum Thema Spiritualität im Mittelalter zum Dr. phil. (Betreuer: Ferdinand Seibt und Ludwig Hödl) promoviert. Die Arbeit, 1986 erschienen im Oldenbourg Verlag, München, wurde 1988 in Frankfurt am Main mit dem Fritz-Theodor-Epstein-Preis (Preis für hervorragende Dissertationen) ausgezeichnet. Danach war er von 1985 bis 1986 Studienreferendar in Essen und legte 1986 das Zweite Philologische Staatsexamen ab. Er war einige Jahre im Schuldienst am BMV-Mädchengymnasium in Essen.
Von 1980 bis 1985 war Manfred Gerwing wissenschaftlicher Mitarbeiter am Lehrstuhl für Dogmatik und Dogmengeschichte (Ludwig Hödl) der Katholisch-Theologischen Fakultät an der Ruhr-Universität Bochum. Im Jahr 1988 wurde er Hochschulassistent am Lehrstuhl für Dogmatik und Dogmengeschichte an der Ruhr-Universität Bochum. Er nahm diese Tätigkeit wahr, bis er 1990 zum ordentlichen Professor für Geschichte der Theologie von Ehe und Familie am Internationalen Akademischen Institut für Ehe und Familie, Kerkrade (NL) ernannt wurde. 1995 habilitierte er sich an der Ruhr-Universität Bochum im Fach Dogmatik und Dogmengeschichte mit einer Arbeit über das Ende der Zeit (Eschatologie). Seine Habilitationsvorlesung hielt er am 21. April 1995 Zur Bedeutung der Mediävistik für die systematische Theologie.
Seit 1996 war Gerwing am Institut für Lehrerfortbildung in Mülheim an der Ruhr tätig, zunächst als Dozent für systematische Theologie und Religionspädagogik, und schließlich als wissenschaftlicher Leiter der Einrichtung. Im Jahre 2002 erfolgte der Ruf an die Katholische Universität Eichstätt-Ingolstadt, den er im Jahre 2003 annahm. Hier war er Dekan der Theologischen Fakultät. Im Juli 2019 wurde er als wissenschaftlicher Leiter des Essener Instituts für Lehrerfortbildung (IfL) verabschiedet.
Besondere Forschungsschwerpunkte Gerwings sind die Theologie- und Dogmengeschichte sowie das doppelte Zeugnis des Glaubens und der Glaubenserkenntnis der Kirche im europäischen Mittelalter.
Gerwing ist verheiratet und Vater von drei Kindern.

## Mitgliedschaften
- Deutscher Hochschulverband
- Mitglied verschiedener wissenschaftlicher, mediävistischer, theologischer und kirchlicher Einrichtungen (u. a. Vorsitzender der Ökumene-Kommission der Diözese Eichstätt)
- Herausgeber (mit Theo Kobusch, Univ. Bonn) der Beiträge zur Geschichte der Philosophie und Theologie des Mittelalters (Baeumker Beiträge), Aschendorff, Münster[3]

## Ehrungen
- 2019: Gregoriusorden (Ritter)[1]

## Veröffentlichungen (Auswahl)
Gerwings Schriftenverzeichnis weist mehrere hundert Titel auf (Monographien, lateinische Texteditionen, Aufsätze, Artikel, Radiosendungen und Rezensionen in Fachzeitschriften, aber auch in überregionalen Zeitungen, u. a. in der F.A.Z.). Eine detaillierte Auflistung findet sich unter dem Weblink „Bibliographie“ unten auf dieser Seite. Hier nur einige Werke:
Monographien
- Gott – mehr als ein Wort. Grundlagen der Gotteslehre. Pustet, Regensburg 2024, ISBN 978-3-7917-3325-8
- Theologie im Mittelalter. 2. Auflage, Schöningh, Paderborn 2002
- Vom Ende der Zeit (= Beiträge zur Geschichte der Philosophie und Theologie des Mittelalters. Texte und Untersuchungen. N.F., 45). Aschendorff, Münster 1996, ISBN 3-402-03996-6.
- Welt-Wissen und Gottes-Glaube in Gegenwart und Geschichte. Eos, München 1990
- Malogranatum oder der dreifache Weg zur Vollkommenheit (= Veröffentlichungen des Collegium Carolinum. Bd. 57). Oldenbourg, München 1986, ISBN 3-486-52921-8.

Herausgeberschaften
- mit Christoph Böttigheimer und Norbert Fischer: Sein und Sollen des Menschen. Zum göttlich-freien Konzept vom Menschen. Aschendorff, Münster 2008.
- mit Godehard Ruppert: Renovatio et Reformatio. Wider das Bild vom 'finsteren' Mittelalter. Aschendorff, Münster 1985.